# Antonella Sberna

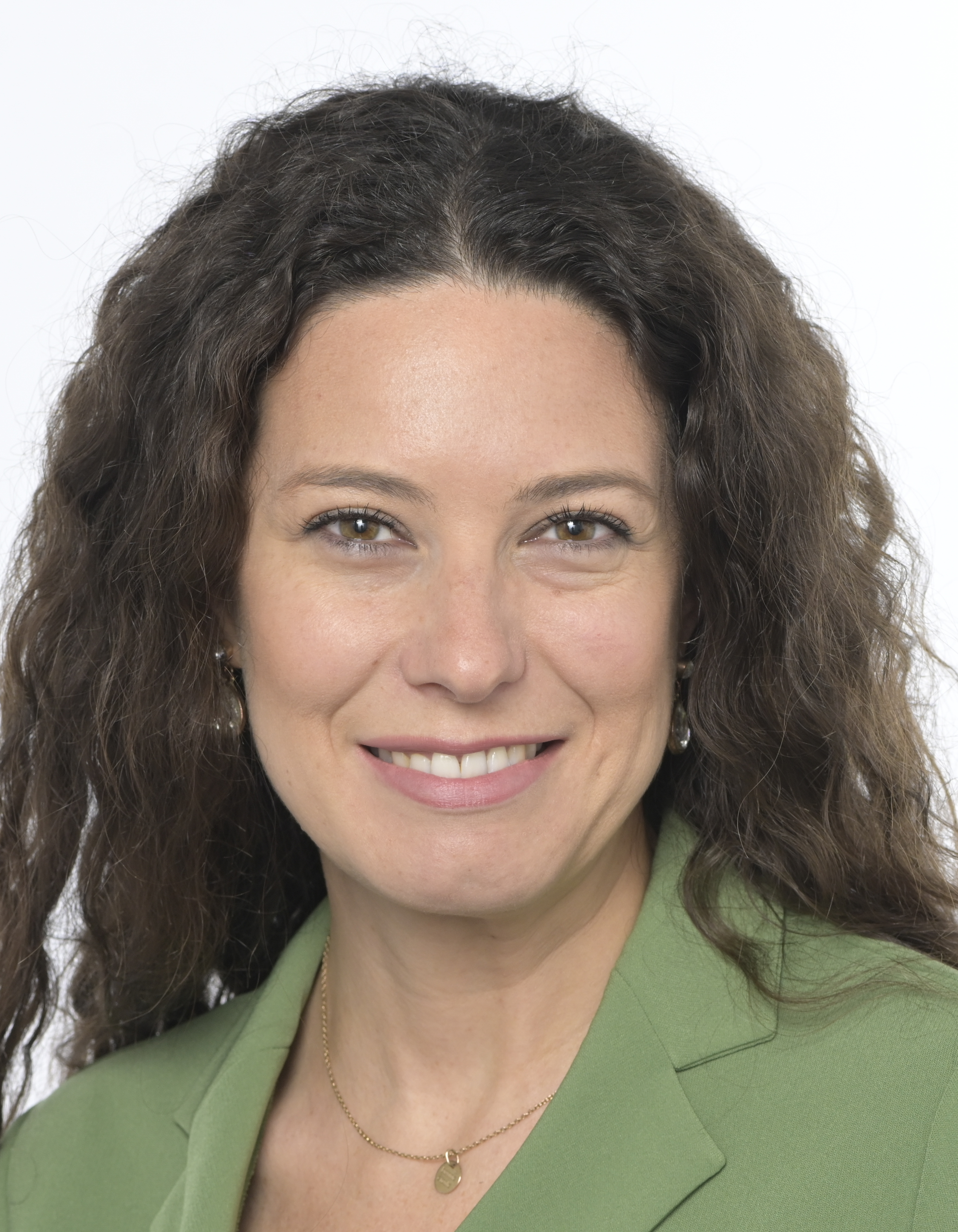
Antonella Sberna (2024)

Antonella Sberna (* 11. Januar 1982 in Rom) ist eine italienische Politikerin der Fratelli d’Italia (FdI). Seit dem 16. Juli 2024 ist sie Mitglied des Europäischen Parlaments der Partei Europäische Konservative und Reformer (EKR) in der Fraktion Europäische Konservative und Reformer (EKR) und Vizepräsidentin des Europäischen Parlaments.

## Leben

### Ausbildung und Beruf
Sberna studierte ab 2000 Öffentlichkeitsarbeit an der Libera Università di Lingue e Comunicazione IULM in Mailand, an der Libera Università Maria Ss. Assunta (LUMSA) in Rom absolvierte sie 2009/10 ein Masterstudium.
2005 arbeitete sie im Europäischen Parlament in Brüssel sowie im italienischen Generalkonsulat in Los Angeles, von 2008 bis 2014 war sie im Senato della Repubblica tätig.
Sberna ist seit 2015 verheiratet und Mutter dreier Töchter.

### Politik
Sberna war zunächst für die Il Popolo della Libertà (PdL) im Gemeinderat von Viterbo, wo sie von 2018 bis 2021 als Stadträtin für soziale Dienste, Familie und Europapolitik fungierte. Seit 2022 ist sie für die Fratelli d’Italia im Gemeinderat.
Bei der Europawahl 2024 kandidierte sie für die Fratelli d’Italia im Wahlbezirk Mittelitalien. Für die mit 16. Juli 2024 beginnende 10. Wahlperiode wurde sie unter Präsidentin Roberta Metsola im zweiten Wahlgang mit 314 von 674 abgegebenen Stimmen zu einer der 14 Vizepräsidenten des Europäischen Parlaments gewählt.